# 서하 숭종
서하 숭종 이건순(西夏 崇宗 李乾順, 1083년 ~ 1139년 7월 1일)은 서하의 제4대 황제(재위:1086년 8월 ~ 1139년 7월 1일)이다. 서하 혜종과 소간황후 양씨의 소생이며, 시호는 성문황제(聖文皇帝)이다.

## 가족 관계
- 황후 야률남선(耶律南仙)
- 황후 임씨(任氏)
- 조귀비(曺貴妃)
- 장남 : 태자 이인효 (李仁孝) - 서하 인종이자 환종의 아버지
- 차남 : 월왕(越王) 이인우(李仁友) - 양종의 아버지
- 3남 : 복왕(濮王) 이인충(李仁忠)
- 4남 : 서왕(舒王) 이인례(李仁禮)

| 전임 서하 혜종 | 제4대 서하의 황제 1086년 ~ 1139년 | 후임 서하 인종 |